# 増田製粉所
株式会社増田製粉所（ますだせいふんじょ 英: Masuda Flour Milling Co., Ltd.）は、兵庫県神戸市長田区に本社を置く製粉会社である。日東富士製粉のグループ企業。一般に「増田製粉」と呼ばれているが、これは通称である。また「増粉（ますふん）」と略されて呼ばれている。2011年3月まで畜産業も運営していた。
広島県に、「増田製粉株式会社」と称する、社名が類似する製粉会社が存在するが、この製粉会社とは全く無関係である。

## 沿革
- 1906年（明治39年）5月- 増田増蔵が米国ポートランドのセンテニアル製粉会社と共同で神戸市の現在地に製粉工場を建設し、「増田増蔵製粉所」として事業を開始する[4][5]（資本金10万円、1000バーレル）[6]。
- 1908年（明治41年）5月 - 資本金50万円にて株式会社増田製粉所を設立[4]。
- 1955年（昭和30年）5月 - 神戸証券取引所上場[4]。
- 1961年（昭和36年）12月 - 神戸証券取引所閉鎖により、大阪証券取引所市場第2部に上場[4]。
- 2009年（平成21年）3月 - 日東富士製粉と業務提携をする[4]。
- 2011年（平成23年）3月 - 畜産事業を全国農業協同組合連合会へ事業譲渡[4]。
- 2013年（平成25年）7月 - 大阪証券取引所と東京証券取引所の現物株市場統合により、東京証券取引所2部に上場[4]。
- 2017年（平成29年）12月 - 日東富士製粉が株式公開買付けにより議決権所有割合ベースで92.23%の株式を取得し、親会社となる[7]。
- 2018年（平成30年）
  - 2月 - 日東富士製粉の完全子会社となる。上場廃止[4]。
  - 8月 - 子会社カネス製麺株式会社の株式を株式会社神明に譲渡[8]。

## 事業所

### 営業所
- 東京支店（東京都中央区）
- 大阪出張所（大阪府茨木市）（2010年7月閉鎖）

### 工場
- 本社（神戸市長田区）
- 神戸ファーム（畜産・神戸市北区）（2011年4月1日経営を全農に移譲）

## 製品
- 宝笠印の小麦粉

## 関連会社
- 兼三株式会社